# Лумис (Небраска)
Лумис (енгл. Loomis) град је у америчкој савезној држави Небраска.

## Демографија
По попису из 2010. године број становника је 382, што је 15 (-3,8%) становника мање него 2000. године.
| Група             | 2000.       | 2010.       |
| Белци             | 388 (97,7%) | 361 (94,5%) |
| Афроамериканци    | 0 (0,0%)    | 0 (0,0%)    |
| Азијати           | 0 (0,0%)    | 1 (0,3%)    |
| Хиспаноамериканци | 5 (1,3%)    | 15 (3,9%)   |
| Укупно            | 397         | 382         |